# شایسه (ترانه)
«شایسه» (به آلمانی: Scheiße) (به‌معنی گُه) ترانه‌ای از هنرمند اهل ایالات متحده آمریکا لیدی گاگا است. این ترانه در آلبوم این‌گونه زاده شده‌ام (آلبوم) قرار داشت.